# Belägringen av Wolmar
Belägringen av Wolmar ägde rum mellan den 18 oktober till den 18 december 1601 under det Andra polska kriget. En polsk armé på cirka 15 000 man, under befäl av hetman Jan Zamoyski, belägrade staden Wolmar (dagens Valmiera) som försvarades av omkring 1 000 soldater under Jakob De la Gardies och Carl Carlsson Gyllenhielms befäl. Övriga polska befälhavare var bland annat hetman Stanisław Żółkiewski och fältmarskalk Jürgen von Farensbach. Polens kung Sigismund III Vasa var närvarande under inledningen av belägringen, men som drog sig av till Vilna den 5 december. 
Den svenska artilleriet lyckades hålla tillbaka polackerna under början av belägringen, då dessa inte kunde storma Wolmar utan belägringskanoner. Men den 8 december fick polackerna nya kanoner och man utförde en intensiv beskjutning mot Wolmar, som fortsatte i tio dagar. Slutligen den 18 december, då kanonerna hade skapat två hål i stadens mur, lyckades de polska trupperna storma försvarsverken och gick in i staden. Den svenska garnisonen drog sig tillbaka till stadens slott där de försvarade sig och höll tillbaka polackerna ett tag. 
Senare, när situationen blev oroande för svenskarna, begärde de om kapitulationsvillkor. Därefter, efter kapitulationen, blev de svenska officerarna tillfångatagna av polackerna medan de meniga soldaterna fick lämna staden efter att ha svurit en ed om att de inte skulle fortsätta att kämpa mot det polska-litauiska samväldet. De tagna svenska generalerna Jakob De la Gardie och Carl Carlsson Gyllenhielm behandlades mycket väl, tills de överfördes till kungen. Sigismund beslutade att låsa in dem i slottet Rawa, där dess förhållanden var mycket hårda. De la Gardie utbyttes och återvände till den svenska armén under 1605. Gyllenhielm hölls fången tills år 1613.